# Four Embarcadero Center
Four Embarcadero Center je mrakodrap v centru kalifornského města San Francisco. Má 45 pater a výšku 173,7 metrů, je tak 9. nejvyšší mrakodrap ve městě. Je nejvyšší budova komplexu Embarcadero Center. Byl dokončen v roce 1982 a za designem budovy stojí firma John Portman & Associates. V budově se nachází převážně kancelářské prostory.